# Поток-Гурни
Поток Гурни (пол. Potok Górny), історично також відомий як Потік Горішній  — село в Польщі, у гміні Поток-Гурни Білгорайського повіту Люблінського воєводства. Населення — 1296 осіб (2011).

## Історія

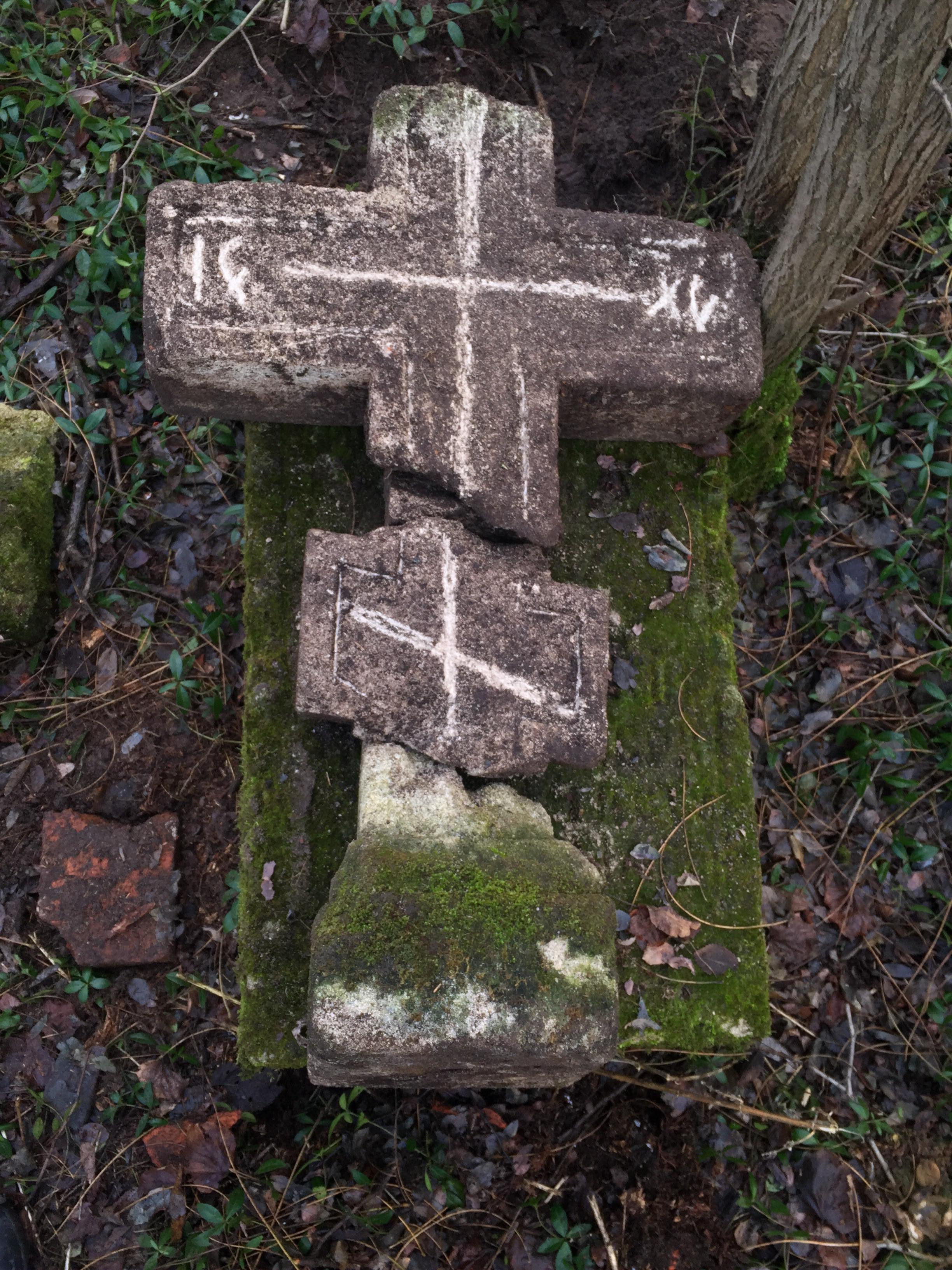
Надгробок на православному цвинтарі

За даними митрополита Іларіона (Огієнка), у XVI столітті вперше згадується православна церква в селі. Український історик Іван Крип'якевич датує першу згадку про церкву східного обряду 1620 роком.
1839 року в Потоці Горішньому зведено нову греко-католицьку церкву.
За даними етнографічної експедиції 1869—1870 років під керівництвом Павла Чубинського, у селі Потік переважно проживали римо-католики, меншою мірою — греко-католики, які розмовляли українською мовою.
17 грудня 1943 року польські шовіністи вбили в селі 5 українців. У відповідь 19 грудня 1943 року українські війська під командуванням Володимира Дармохваля, українські поліцаї з постів у Потоці Горішньому, Біщі, Курилівці, Княжполі, Тарногороді, Дзікові та Чепліці разом із підрозділом німецької жандармерії вбили 19 селян. Тоді був убитий і отець Блажей Новосад, який не хотів залишити парафіян, незважаючи на попередні попередження про наближення українського підрозділу.
У 1975—1998 роках село належало до Замойського воєводства.

## Населення
Демографічна структура станом на 31 березня 2011 року:
|          | Загалом | Допрацездатний вік | Працездатний вік | Постпрацездатний вік |
| -------- | ------- | ------------------ | ---------------- | -------------------- |
| Чоловіки | 661     | 122                | 462              | 77                   |
| Жінки    | 635     | 114                | 365              | 156                  |
| Разом    | 1296    | 236                | 827              | 233                  |